# Wałyncy (obwód homelski)
Wałyncy (biał. Валынцы; ros. Волынцы, Wołyncy) – wieś na Białorusi, w obwodzie homelskim, w rejonie kormańskim, w sielsowiecie Karoćki.
Do 26 września 2006 siedziba sielsowietu Wałyncy.